# NASA World Wind
World Wind es un programa que actúa como un globo terráqueo virtual, o globo virtual, desarrollado por la NASA para ordenadores personales con Microsoft Windows, además de worldwind Archivado el 21 de agosto de 2007 en Wayback Machine., existió un paquete para la distribución Ubuntu. Superpone imágenes de satélites de la NASA y fotografías aéreas del United States Geological Survey (USGS) sobre modelos tridimensionales de la Tierra, y en las últimas versiones, Marte y la Luna.
El usuario puede interactuar con el planeta seleccionado rotándolo y ampliando zonas. Además se pueden superponer topónimos y fronteras, entre otros datos, a las imágenes. El programa también contiene un módulo para visualizar imágenes de otras fuentes en Internet que usen el protocolo del Open Geospatial Consortium Web Map Service. Adicionalmente existen multitudes de ampliaciones para World Wind que aumentan su funcionalidad, como por ejemplo, poder medir distancias u obtener datos de posición desde un GPS.

## Capa de imágenes

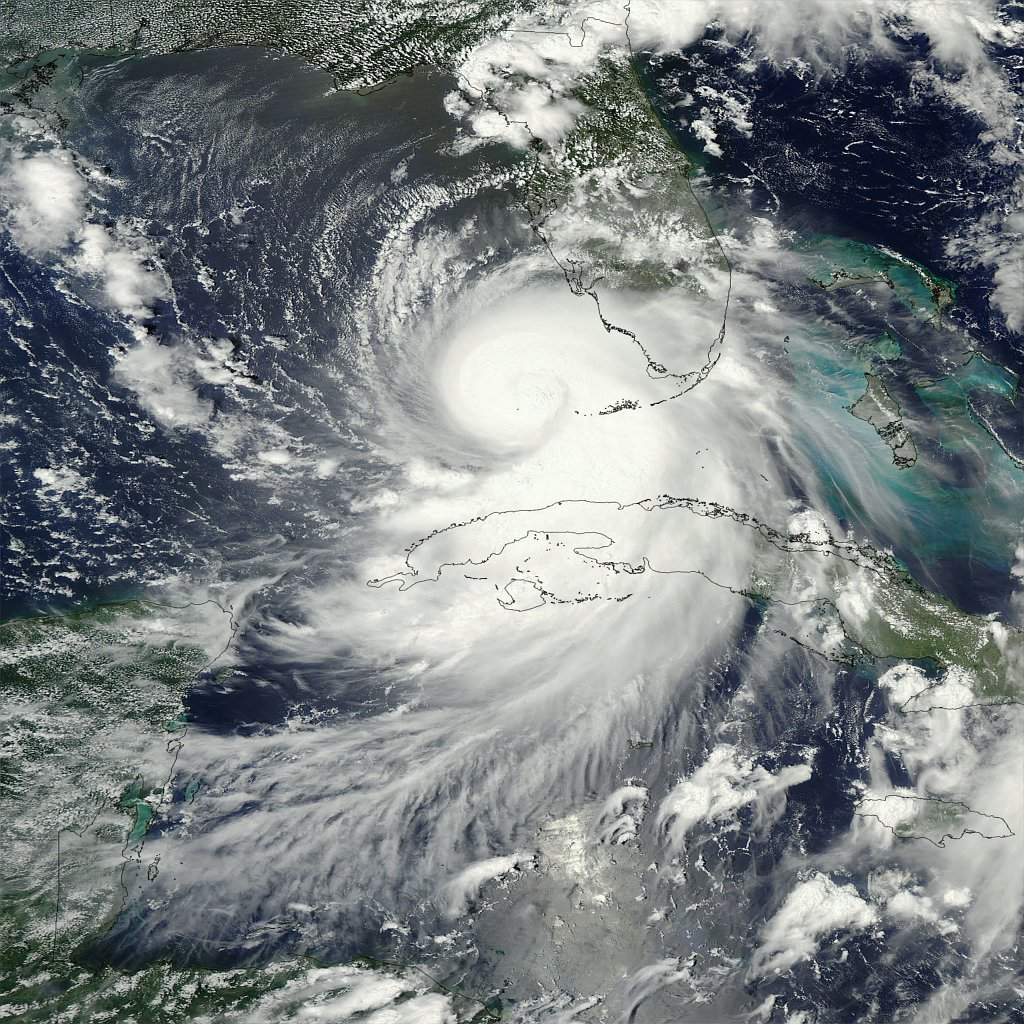
Imagen del huracán Katrina

Con la instalación del programa se incluyen las imágenes de baja resolución Blue Marble del sensor MODIS. A medida que se amplían zonas determinadas se descargan imágenes de alta resolución provenientes del satélite LandSat 7 o del USGS. El conjunto total de las imágenes ocupa alrededor de 4,6 terabytes, y tienen una resolución típica de 15 m/píxel para todo el mundo (satélite LandSat 7) y entre 1 y 0,25 m/píxel para los Estados Unidos (imágenes aéreas del USGS). Además se pueden mostrar varios conjuntos de imágenes animadas, entre ellas las provenientes de los sensores MODIS y GLOBE.

## Capas adicionales
Con la instalación base se pueden mostrar capas de datos que muestren las banderas de los países, topónimos, líneas de latitud y longitud, densidad de población, puntos de interés y otros datos.
Además se pueden descargar más capas adicionales como aplicaciones. Una de las capas disponibles como ampliación, llamada Wikipedia, muestra puntos de interés en la Tierra con enlaces a la Wikipedia.
También es posible descargar en el programa otros astros, que al igual que la Tierra, pueden verse en fotografías en su práctica totalidad, pero con menor resolución. Entre los astros que se pueden descargar se encuentran la Luna, Marte, Venus, Júpiter y sus cuatro satélites principales Io, Europa, Ganímedes y Calisto.

### Competencia con Google Earth
Google Earth, anteriormente conocido como Earth Viewer 3D, es muy similar a World Wind. La resolución de las imágenes es mayor en Google Earth que en World Wind, pero las imágenes de World Wind son de dominio público, mientras que las de Google Earth no. Además, World Wind es ampliable, mientras que Google Earth contiene una funcionalidad cerrada.

## Bifurcaciones
- El proyecto Geoforge Archivado el 19 de marzo de 2011 en Wayback Machine. contiene una bifurcación del proyecto NASA World Wind. Geoforge proporciona software código abierto que corresponden en plataformas para la gestión de datos en Geociencias. Las funcionalidades de WorldWind son utilizadas para proporcionar una visualización de datos geo-localizados.
- Dapple es una bifurcación código abierto de NASA World Wind, creado por Geosoft. Dapple es destinado para profesionales en Geociencias, con funcionalidades como los servidores WMS.
- SERVIR-VIZ es una versión personalizada de World Wind creada por IAGT para el proyecto SERVIR.
- WW2D es un software código abierto y multiplataforma (Windows, Mac Os X, Linux (x86, x86-64 y Solaris - SPARC) basada sobre las tecnologías Java  y OpenGL. WW2D utiliza imágenes de los servidores de World Wind.
  - WW2D Plus One - una ampliación de WW2D proporcionando un visualizador 3D.
- Punt es una bifurcación de NASA World Wind, empezada por dos miembros de la  Comunidad del software libre que contribuyeron a World Wind. Punt se basa sobre el código de World Wind 1.3.2, pero su primera versión contiene funcionalidades que no se encuentran en World Wind 1.3.2 o 1.3.3 (como el sopporte de diferentes idiomas). Hoy en día, Punt sólo está disponible para Windows, pero sus objetivos incluyen una solución multiplataforma.